# Choriza May
Adrian Martín, més conegut com a Choriza May, és un intèrpret drag, dissenyador gràfic i il·lustrador hispano-britànic més famòs per competir a la temporada 3 de RuPaul's Drag Race UK.

## Carrera
Va competir a la temporada 3 de RuPaul's Drag Race UK. Després de l'anunci del repartiment, alguns fans de Drag Race van preguntar per què no va competir a Drag Race España, en canvi. A la temporada 3, Choriza va arribar al Snatch Game i va formar part d'una injusta doble eliminació al costat de River Medway. May va ocupar el 6è/7è lloc de la general. Més tard va ser jutge convidada a la segona temporada de Drag Race España. 

## Vida personal
Choriza May és originària de Guadassuar, València i, actualment, viu amb el seu promès a Newcastle, Regne Unit. Té la ciutadania britànica. A les eleccions municipals del 2023, va participar en les llistes de Compromís per Guadassuar.

## Premis i nominacions
| Curs | Òrgan premiador | Categoria      | Treballar    | Resultats |
| ---- | --------------- | -------------- | ------------ | --------- |
| 2022 | Els Queerties   | Futur All-Star | Ella mateixa | Nominada  |